# Borgwallsee
Borgwallsee (svenska: Borgwallsjön) är en insjö i det nordtyska förbundslandet Mecklenburg-Vorpommern. Sjön är belägen  5 kilometer sydväst om Stralsund i distriktet Vorpommern-Rügen. 
Sjön Borgwallsee avvattnas av ån Barthe, som rinner i västlig riktning och mynnar ut i Östersjön väster om staden Barth.

## Naturskydd
Sjön är belägen i naturskyddsområdet Borgwallsee und Pütter See, som inrättades 1967.